# Autodesk Maya
Autodesk Maya (ранее — Alias Maya) — редактор трёхмерной графики, доступный на Windows, macOS и Linux. Maya обладает широкой функциональностью 3D-анимации, моделирования и визуализации. Программу используют для создания анимации, сред, графики движения, виртуальной реальности и персонажей. Широко применяется в кинематографии, телевидении и игровой индустрии. Изначально разработан Alias Systems Corporation, а затем выкуплен и поддерживается в настоящее время Autodesk, Inc.

## Обзор
Maya названа в честь Санскритского слова माया māyā, майа, означающего «иллюзия». Maya существовала в трёх версиях:
- Maya Unlimited — самый полный и самый дорогостоящий пакет. Содержит расширения Hair, Fur, Maya Muscule, Fluid Effects, Cloth и другие.
- Maya Complete — базовая версия пакета, в которой присутствует полноценные блок моделирования и анимации, но отсутствуют модули физической симуляции.
- Maya Personal Learning Edition — бесплатный пакет для некоммерческого использования. Есть функциональные ограничения, ограничение на размер визуализированного изображения, пометка водяными знаками финальных изображений.

Однако на выставке «SIGGRAPH 2009» компания Autodesk представила новую версию своей 3D-системы «Autodesk Maya» 2010. Начиная с этого релиза, разработчики отказались от разделения программы на «Maya Complete» и «Maya Unlimited», — теперь «Maya» предлагается как единый продукт.
В частности «Maya 2010» содержит всю функциональность «Maya Unlimited 2009» и «Maya Complete 2009», включая «Maya Nucleus Unified Simulation Framework», «Maya nCloth», «Maya nParticles», «Maya Fluid Effects», «Maya Hair», «Maya Fur». Начиная с той же «Maya 2010» в «Maya» включена система композиции «Maya Composite», основанная на программе «Autodesk Toxic», которая более не будет доступна в виде отдельной программы. Кроме этого, также начиная с «Maya 2010», в «Maya» включена система «Autodesk MatchMover», менеджер для составления заданий сетевой визуализации «Autodesk Backburner», пять узлов визуализации для пакетного рендеринга средствами «Mental Ray».
Изначально «Maya» была разработана «Alias Systems Corporation» и выпущена для операционных систем Linux, IRIX, Mac OS X и Microsoft Windows. (На платформе IRIX версия 6.5 стала последней в связи с уменьшающейся популярностью ОС Irix в последние годы.) В октябре 2005 года компания Alias влилась в Autodesk. В сентябре 2007 года — теперь уже Autodesk — выпустила новую версию, получившую имя «Maya 2008». Представители компании в различных интервью подтвердили, что не будут сливать Maya и 3ds Max в один продукт.
Важная особенность Maya — её открытость для сторонних разработчиков, которые могут преобразовать её в версию, оптимальную для каждой студий, предпочитающей писать код, специфичный для своих нужд. Даже невзирая на присущую Maya мощь и гибкость, эта особенность достаточна для того, чтобы повлиять на выбор пользователя.
В Maya встроен мощный интерпретируемый платформенно-независимый язык: Maya Embedded Language (MEL), очень похожий на Tcl и С. Это не просто скриптовый язык, — это средство и способ настроить и доработать основную функциональность Maya (большая часть окружения Maya и сопутствующих инструментов написана на MEL). В частности, пользователь может записать свои действия как скрипт на MEL, из которого можно быстро сделать удобный макрос. Так аниматоры могут дополнять Maya созданной ими функциональностью даже не владея языком MEL, оставляя при необходимости такую возможность. Для написания внешних расширений на языке C++ имеется подробно документированный C++ API. (Собственно внешние расширения Maya можно писать на любом компилируемом языке программирования, но наиболее удобен для этого именно C++.) Также для разработчиков теперь имеется возможность написания дополнений на языке Python. Язык MEL не привязан к платформе, поэтому код, написанный на нём, будет исполняться в любой операционной системе, в которой работает Maya.
Файлы проектов, включая все данные о геометрии и анимации, сохраняются как последовательности операций MEL. Эти файлы могут быть сохранены в текстовом файле (.ma — Maya ASCII), который может быть отредактирован в любом текстовом редакторе. Это обеспечивает непревзойдённый уровень гибкости при работе с внешними инструментами.
(Похожие продукты Autodesk 3ds Max)

## История
Maya стала результатом совмещения трёх программных продуктов: Wavefront The Advanced Visualizer (Калифорния, США), Thomson Digital Image (TDI) Explore (Франция) и Alias Power Animator (Торонто, Канада). В 1993 Wavefront купила TDI, затем в 1995 компания Silicon Graphics Incorporated (SGI) купила обе компании Alias и Wavefront. Объединённая компания стала называться Alias|Wavefront. Позднее Alias|Wavefront была переименована в Alias. В 2003 году Alias была продана SGI частной инвестиционной фирме Accel-KKR. В октябре 2005 Alias была снова перепродана, — на сей раз Alias была куплена Autodesk. 10 января 2006 Autodesk завершила слияние, и с этого времени «Alias Maya» известна как «Autodesk Maya». 8-я версия продукта вышла под новым названием.

## Скриптовые языки
В самом начале своей разработки Maya использовала интерпретируемый язык Tcl. Было много дискуссий на эту тему, так как в то время большинство студий визуальных эффектов использовало связку Perl-Tcl. Однако уже в первой версии ему на смену пришёл внутренний скриптовый язык MEL (Maya Embedded Language), который стал связующим звеном между пользователем и ядром программы, так как MEL является, например, средством программирования интерфейса программы, задания и связывания множества атрибутов нод (узлов), средством процедурной анимации и многого другого. В версии Maya 8.5 был также включён скриптовый язык Python. В Maya 2008 включена версия Python 2.5.

## Визуализация
Визуализация в Maya реализована четырьмя встроенными визуализаторами: Maya Software, Maya Hardware, Maya Vector Render и Arnold. Также существует ряд визуализаторов от сторонних разработчиков, в которых включена поддержка Maya. Основные из них:
- Corona Renderer
- V-Ray
- Arnold
- RenderMan (PhotoRealistic или PRMan от компании Pixar)
- finalRender
- 3Delight
- Gelato
- Turtle
- Maxwell Render
- Fryrender
- Indigo Renderer
- Brazil R/S
- mental ray
- Redshift
- Octane

## Maya в кинематографе
С самых ранних версий Maya зарекомендовала себя в сфере киноискусства и анимационного кино, в частности с её помощью были реализованы такие кино- и анимационные персонажи, как Стюарт Литтл, Человек-невидимка, Шрек, ВАЛЛ-И, Голлум (Властелин колец), Халк, Дейви Джонс (Пираты Карибского моря) и другие. Программа использована для создания анимационных фильмов «Последняя фантазия: Духи внутри», мультфильмов «Южный парк», «Смешарики», «Фиксики», «Лео и Тиг», «Фиксики: Большой секрет», «Маша и Медведь», «Таинственный остров» и другие.
Неоднократно студии, использующие Maya в производстве визуальных эффектов, были отмечены Американской Академией кинематографических искусств и наук. Среди них «Оскар» за визуальные эффекты получили фильмы: «Матрица», трилогия «Властелин колец», «Человек-паук 2», «Кинг-Конг», «Пираты Карибского моря: Сундук мертвеца», «Золотой компас». «Оскар» в учреждённой в 2001 году номинации «За лучший анимационный фильм» получил и мультфильм «Шрек». Также программа использовалась для создания анимации персонажей из мультфильма «Зверополис», однако она была дополнена. Также первые 5 сезонов «Леди Баг и Супер-Кот» были сделаны с помощью этой программы.